# John Goldsberry
John Goldsberry (* 19. Oktober 1982 in Vandalia, US-Bundesstaat Ohio) ist ein ehemaliger US-amerikanischer Basketballspieler, der nach seinem Studium ab 2006 in der deutschen Basketball-Bundesliga spielte.

## Laufbahn
Der 1,91 m große und 85 kg schwere Point Guard studierte von 2002 bis 2006 in seinem Heimatland an der University of North Carolina in Wilmington und spielte für die Hochschulmannschaft Seahawks in der NCAA Division I. Goldsberry lag in der Bestenliste der Mannschaft bei Korbvorlagen auf dem ersten Platz und bei Ballgewinnen auf dem zweiten Rang, als er diese 2006 verließ. Diese Werte zeigten sein hohes Spielverständnis und sein gutes Auge. Er wurde anlässlich des 25-jährigen Bestehens der Colonial Athletic Association in die Auswahl der besten Basketballspieler der Geschichte dieser NCAA-Conference gewählt. Zu den Mannschaftskameraden in seinem ersten Jahr bei den Seahawks gehörten der ehemalige Bremerhavener Bundesliga-Spieler Craig Callahan sowie Brett Blizzard.
Nach Studienende 2006 wechselte Goldsberry zusammen mit Beckham Wyrick, einem weiteren Mannschaftskameraden, nach Deutschland, wo er zunächst eine Saison für die Bayer Giants aus Leverkusen spielte, um dann bei den Artland Dragons in Quakenbrück zu unterschreiben. Die Überraschungsmannschaft der Play-offs 2007 schied als Hauptrundenzweiter gegen den späteren Vizemeister Telekom Baskets Bonn bereits im Viertelfinale 2008 aus, wo auch für Goldsberry mit den Bayer Giants 2007 schon Endstation war. Im Pokalwettbewerb hingegen waren die Niedersachsen mit Goldsberry ganz vorn und holten den Titel in die Kleinstadt.
In der Saison 2008/2009 folgte er seinem Quakenbrücker Trainer Chris Fleming zu den Brose Baskets nach Bamberg, wohin auch sein langjähriger Mannschaftskamerad Wyrick wechselte. In der ersten Saison in Bamberg konnte Goldsberry wegen einer Verletzung nur 19 Spiele absolvieren, davon sieben in den Play-offs, wo es diesmal für ihn bis ins Halbfinale gegen den späteren Meister EWE Baskets Oldenburg ging. Nach einer Steigerung zum Saisonende gewann der Hauptrundenfünfte Brose Baskets in der folgenden Saison sowohl den Pokal als auch die Meisterschaft, jeweils im Finale gegen die Skyliners aus Frankfurt am Main. Nach dem Double 2010 trennten sich die Wege von Goldsberry und Wyrick erneut, da Letzterer dem Vorgänger von Chris Fleming in Bamberg, dem deutschen Bundestrainer Dirk Bauermann, zum FC Bayern München in die zweite Liga Pro A folgte. Nach einem weiteren Double mit Bamberg 2011 fiel Goldsberry wegen eines Knorpelschadens im linken Knie acht Monate lang aus.
Nach dem frühen Ausscheiden der Brose Baskets gegen die Artland Dragons in den Play-offs 2014 gab Goldsberry seinen Rücktritt vom Leistungssport bekannt. Er hatte zuletzt mit anhaltenden Verletzungsproblemen zu kämpfen. Der US-Amerikaner bestritt insgesamt 226 Bundesligaspiele. Die besten statistischen Werte seiner Zeit in Deutschland verbuchte er 2006/07 in Leverkusen, als er je Begegnung im Schnitt 8,1 Punkte erzielte sowie 4,2 Korberfolge von Mannschaftskollegen vorbereitete. Goldsberrys Stärke als Spieler wurde dahingehend beschrieben, dass er „diese eine, berühmte Sekunde schneller“ gedacht und „diese zehn Zentimeter mehr“ überblickt habe als andere Spieler, sich vor Verantwortung nicht scheute, sondern in entscheidenden Augenblicke das Geschehen an sich riss sowie sich vollständig in den Dienst der Mannschaft stellte und selbst in wichtigen Spielen trotz gesundheitlicher Beschwerden auflief.
Nach dem Ende seiner Basketballlaufbahn kehrte er in sein Heimatland zurück und wurde beruflich als Finanzberater tätig.

## Erfolge
- 2008: Deutscher Pokalsieger mit Quakenbrück
- 2010: Deutscher Pokalsieger & Deutscher Meister mit den Brose Baskets Bamberg
- 2011: Deutscher Pokalsieger & Deutscher Meister mit den Brose Baskets Bamberg
- 2012: Deutscher Pokalsieger & Deutscher Meister mit den Brose Baskets Bamberg
- 2013: Deutscher Meister mit den Brose Baskets Bamberg